# أندرياس بيرجمان
أندرياس بيرجمان (بالألمانية: Andreas Bergmann)‏ (18 يونيو 1959 في ألمانيا - ) هو مدرب كرة قدم ولاعب كرة قدم ألماني في مركز الوسط. لعب مع نادي بونر ونادي كولن و ونادي كولن 2 ‏ ونادي فوبرتال الرياضي وFC Remscheid ‏.

## وصلات خارجية
- أندرياس بيرجمان على موقع قاعدة بيانات كرة القدم.إي يو (الإنجليزية)
- أندرياس بيرجمان على موقع بيانات كرة القدم. دي إي (الألمانية)
- أندرياس بيرجمان على موقع عالم كرة القدم.نت (الإنجليزية)